# 周杰 (1889年)
周杰（1889年—1966年），号菊村，男，湖北沔阳人，中国政治人物，曾任湖北省人民委员会委员，湖北省政协副主席。